# Celldweller
Celldweller wurde in New York City, New York gegründet (direkt danach Verlegung nach Detroit, Michigan) und ist das Musikprojekt des US-Amerikaners Klayton, der auch als Produzent, Remixer und DJ arbeitet. Klayton ist Komponist, Sänger und spielt auch die meisten Instrumente bei den Studioaufnahmen für sein Projekt selbst ein. Generell kann man den Musikstil von Celldweller als Synth Rock bezeichnen, wobei auch Elemente des Nu Metal, Dubstep, Techno, Trance, Drum and Bass und Breakbeat vorhanden sind. Songs von Celldweller sind häufig in Filmen, Trailern, TV-Shows und Computerspielen zu hören.

## Name
Der Name Celldweller entwickelte sich Klayton zufolge in der Zeit, als er noch bei seinen Eltern gewohnt hatte. Damals verbrachte er viel Zeit im Keller, um Musik zu machen, daher fing seine Mutter an ihn Cellar Dweller (Kellerbewohner) zu nennen. In den folgenden Jahren wandelte sich das in den Spitznamen Cell Dweller, da er für ein Album seines damaligen Projektes Circle of Dust lange Zeit fast ausschließlich im Studio verbracht hatte. Vermutlich hatte auch der Song Helldweller aus dem genannten Projekt einen Einfluss in die Entwicklung des Namens Celldweller. Unter diesem Pseudonym schuf er dann später weitere Songs, bis er dann irgendwann als Soloprojekt unter diesem Namen (nun aber zusammengeschrieben) seine erste EP herausbrachte.

## Band-Geschichte

### Celldweller&The Beta Cessions
Klayton brachte 1999 unter dem Namen Celldweller zuerst eine limitierte Edition seiner selbst-betitelten EP heraus, die fünf Stücke enthielt (Symbiont, Own Little World, Fadeaway, Beginning of the End und Kemikal). Die ersten drei Stücke kamen letztendlich auf sein Debütalbum, wiesen jedoch Unterschiede zu denen auf der limitierten EP auf. Die anderen beiden Stücke wurden später auf seiner LP The Beta Cessions veröffentlicht.
Sein Debütalbum Celldweller wurde im Februar 2003 vom Musiklabel „Position Music“ herausgebracht und einige Songs wurden exklusiv, zuerst auf der Celldweller-Website, dann über CD Baby und später via iTunes über das Internet verkauft. Das Album erreichte schon nach kurzer Zeit Platz 17 der „Billboard Internet Sales Charts“. Zudem erhielt er etliche Auszeichnungen wie „Producer of the Year“ und „Album of the Year“ für das Debüt. Viele seiner Stücke wurden über die Jahre für Filme, Videospiele und andere Medienträger verwendet.
2004 veröffentlichte Celldweller das Doppelalbum The Beta Cessions. Die erste CD enthielt Remakes von früheren Stücken und durch Celldweller abgeschlossene Songs von „Circle of Dust“, wie z. B. Goodbye. Zudem war eine alternative Version von Switchback enthalten. Auf der zweiten CD fand man Instrumentalversionen aller auf dem Debütalbum Celldweller enthaltenen Tracks.

### Soundtrack for the Voices in My Head Vol. 01
Mitte Dezember 2008 hat Klayton das Album Soundtrack for the Voices in My Head Vol. 01 veröffentlicht. Dies ist nicht das angekündigte zweite Studioalbum von Celldweller, sondern ein hauptsächlich aus Instrumental-Stücken bestehendes Werk. Die Songs wurden in den letzten zwei Jahren zusammen mit den Stücken für das kommende Album geschrieben. Da für Klayton diese Songs aber passender für die Verwendung in Film, Fernsehen, Werbespots und Videospielen erschienen, veröffentlicht er diese erste Auswahl als eigene Zusammenstellung. Wie bereits durch den Titel des Werkes zu vermuten ist, war diese Veröffentlichung erst das erste von mehreren Instrumentalalben speziell für Filmmusik. Unter den 22 Tracks befindet sich auch Pursuit of the Hunted, ein früherer Kandidat für das kommende Album sowie einige Bonus-Versionen von Birthright. Die endgültige Version wird allerdings erst auf Wish Upon a Blackstar zu hören sein.

### Wish Upon a Blackstar
Bereits 2005 begann die Arbeit an Wish Upon a Blackstar, dem zweiten Album von Celldweller. Zwischen 40 und 50 Demos wurden in der Anfangsphase geschrieben, von denen dann im weiteren Verlauf die Besten ausgesucht wurden. Da früh abzusehen war, dass sich der Entstehungsprozess in die Länge ziehen wird, kam die Idee auf Teile des Albums bereits vorzeitig zu veröffentlichen. Deshalb wurden von der LP bereits vier Teile mit je zwei Titeln vorzeitig veröffentlicht, sodass die neuen Songs bereits kurze Zeit nach deren Fertigstellung für die Fangemeinde erhältlich waren. Auf dem kompletten Werk werden weitere sieben neue Songs zu finden sein, insgesamt besteht das Album damit aus 15 Tracks und einem Intro. Das erste Kapitel wurde am 25. August 2009 veröffentlicht, Kapitel Nummer 4 kam am 28. Juni 2011 heraus. Bis zur Veröffentlichung des kompletten Albums waren sämtliche Kapitel nur als Download erhältlich. Eine „Deluxe Edition“ der einzelnen Teilveröffentlichungen enthält zusätzlich noch Demos zu den jeweiligen Songs sowie Audiokommentare über die Entstehung dieser. Die komplette LP wurde dann am 12. Juni 2012 herausgegeben, knapp drei Jahre nach der ersten Teilveröffentlichung und knapp 1 Jahr nach dem 4. Kapitel. Eine Deluxe-Edition des kompletten Albums weist zudem eine alternative Trackreihenfolge auf, die als kontinuierlicher Mix aufbereitet wurde und auch ein Outro enthält.
Zeitweise war auch eine nachfolgende Veröffentlichung von The Beta Cessions 2 im Gespräch, die erneut Remakes und unveröffentlichter Stücke der Ära Wish Upon A Blackstar enthalten sollten. Die Idee wurde allerdings wieder fallen gelassen, einige Demos aus der Zeit sind stattdessen auf der Jubiläums-Version des Debütalbums wiederzufinden.

### The Complete Cellout Vol. 01&Soundtrack for the Voices in My Head Vol. 02
Seit dem 16. Dezember 2011 ist auch ein komplettes Remix-Album von Celldweller erhältlich. Die Tracklist besteht zum einen aus von Klayton selbst neu aufbereiteten Songs, die hauptsächlich für die Live-Show gedacht waren, als auch aus einer Reihe von Remixen anderer Künstler. Sämtliche Celldweller Remixe auf dem Album sind dabei – abgesehen von dem unveröffentlichten Intro – vorher schon separat erschienen. Dazu gehört neben der kompletten Cellout EP (drei bereits vorher herausgebrachte Remixe) auch die neue Goodbye Version, der So Long Sentiment-Remix und Blue Stahlis Birthwrong. Die weiteren Stücke auf dem Werk sind allesamt ebenfalls Remixe vom Wish Upon a Blackstar Album. Ursprünglich sollten diese Remixe auf einer eigenen Veröffentlichung, Remixed Upon a Blackstar, Platz finden. Dafür bat er Künstler, von denen er bereits einen Remix eines ihrer Werke erstellt hat, im Gegenzug auch ein Song von seinem neuen Album zu bearbeiten. Am Ende sollte so zu jedem Stück von Wish Upon a Blackstar ein Remix vorhanden sein. Es ist aber anzunehmen, dass dieses Album zugunsten von The Complete Cellout auf Eis gelegt wurde und die bereits vorhandenen Tracks in die aktuelle Veröffentlichung integriert wurden. Von der ursprünglichen Liste der teilnehmenden Künstler war noch BT übrig, der zu diesem Zeitpunkt noch keinen Remix erstellt hatte. Dieser wurde dann aber am 22. Oktober 2013 als eigene Single nachgereicht. Zusammen mit Seamless hat BT eine eher experimentelle Version von Unshakeable geschaffen.
Wie bereits nach Erscheinen des ersten Instrumental-Albums vermutet, veröffentlichte Klayton auch ein weiteres Instrumental-Albums der Soundtrack for the Voices in My Head (SVH)-Reihe. Genau wie Wish Upon a Blackstar wurde auch dieses Werk in drei Kapiteln aufgeteilt und herausgebracht. Der erste Teil erschien am 10. Juni 2010, ab dem 24. Juli 2012 war das komplette Album mit insgesamt 19 Liedern erhältlich. Vier der Stücke sind vorher schon bekannt gewesen. Diese waren Teil zweier speziell zusammengestellten Musikpakete aus bekanntem und unveröffentlichten Material, das exklusiv und jeweils nur wenige Tage lang online erhältlich war. Zwei der Stücke auf der CD sind Remixe bereits bekannter Songs der ersten beiden Alben. The End ist eine andere Version von Welcome To The End vom Debütalbum, How This All Began basiert auf Gift For You vom Album Wish Upon a Blackstar. Der Song Adrift On Celestial Seas ist der erste rein atmosphärische und bis dato längster Song von Celldweller mit einer Länge von genau 20 Minuten.

### Celldweller 10 Year Anniversary EditionundSoundtrack for the Voices in My Head Vol. 03
Zum zehnjährigen Jubiläum des ersten Celldweller Albums wurde dieses als Jubiläums-Edition erneut veröffentlicht. Die Songs blieben dabei unangetastet, allerdings wurde das Artwork der CD komplett erneuert. In der Standardfassung beinhaltet dieses Album alle bekannten Tracks vom ersten Album plus den Song Uncrowned, der ursprünglich auch auf das Celldweller Album sollte. Der Song wurde bereits im Jahr 2000 geschrieben, aber dann aus der Tracklist herausgestrichen, da er nicht in das Albumkonzept gepasst hatte. Für das Jubiläumsalbum wurde das Demo wieder aufgegriffen und der Song von Grund auf neu produziert, um die besseren technischen Möglichkeiten voll ausschöpfen zu können. Die Deluxe-Edition besteht aus zwei CDs. Die erste CD enthält das bekannte Album, die zweite CD besteht aus einer Kollektion verschiedenster Stücke. Neben den beiden neuen Liedern Uncrowned und Ghosts befinden sich unter anderem einige Demos von Celldweller auf der Scheibe. Außerdem sind bekannte und ein neuer Remix (The Last Firstborn Remix) von Klayton sowie Remixe von anderen Künstlern Teil der zweiten CD.
Seit dem 13. Juli 2013 ist auch das erste Kapitel von Soundtrack for the Voices in My Head Vol. 03 erhältlich und besteht aus vier Titeln. Wie bereits bekannt, werden noch weitere Kapitel folgen, bevor das komplette Album auch in physischer Form als CD erworben werden kann.

### Blackstar Roman & Soundtrack
Klaytons neues Projekt beinhaltet nicht nur ein neues Musik-Album: Es handelt sich dabei vor allem um ein Science-Fiction-Roman mit dem Titel Blackstar, der im Auftrag und mit den Ideen von Klayton vom Autor Josh Viola (The Bane of Yoto) geschrieben wird. Wie es zu der Idee gekommen ist, erklärt Klayton selbst in der Ankündigung zu dem Roman:

»Wish Upon a Blackstar« is a conceptual album and the visuals surrounding it were there to help tell the story. I’ve had bigger ideas and stories to tell, but that was difficult to do through just song lyrics and concept art. I’ve been looking for ways to take the story further & that’s exactly what’s happening.

„“Wish Upon a Blackstar” ist ein Konzeptalbum und das zugehörige Artwork sollte helfen die Geschichte zu erzählen. Ich hatte größere Ideen und Geschichten zu erzählen, aber das war schwierig nur über Liedtexte und Concept-Art umzusetzen. Ich habe nach Wegen gesucht, um die Geschichte weiter zu bringen & das ist genau das, was passiert.“

Diese Geschichte soll aber nicht nur mithilfe des Romans erzählt werden. Auch ein von Klayton eigens erstellter Soundtrack zu dem Buch soll den Leser dazu verleiten, noch tiefer in die erschaffene Welt einzutauchen. Die Entstehung von Roman und Musik waren dabei stark miteinander verknüpft. Während der kreativen Schaffensphase gab es einen regen Austausch zwischen beiden Künstlern, der dazu führte, dass der Roman stark von der Musik inspiriert wurde und vice versa. Im Falle des Romans kann der musikalische Einfluss auch auf die anderen Werke von Klayton erweitert werden. In der Story werden immer wieder Referenzen zu Klaytons Arbeiten gemacht. Eine sehr direkte Verbindung gibt es ebenfalls zwischen der Geschichte und dem Nebenprojekt Scandroid von Klayton und Varien. Der Sound von Scandroid wird als New Retro beschrieben und orientiert sich vom Stil her an der Synthesizer-lastigen Musik der 1980er Jahre. Die fiktionalen Charaktere der Band und deren Musik tauchen direkt in dem Roman auf und sind in der Story integriert. In einem separaten Text, der ebenfalls von Josh Viola verfasst ist, werden die Figuren vorgestellt und die Hintergründe der Bandentstehung in der Blackstar-Welt erläutert. Roman und Soundtrack sind beide in drei Teile aufgeteilt; jedem neuen Romanabschnitt folgt ein weiterer Soundtrack. Mit Erscheinung des gesamten Romans wird dann auch das komplette Soundtrack-Album veröffentlicht. Blackstar Act One: Purified und Blackstar Act Two: Awakening -Roman und Soundtrack sind bereits erhältlich. Sowohl die Buchkapitel als auch die Songs sind anfangs nur digital erhältlich, sprich als E-Book beziehungsweise MP3-Album. Beide Romanabschnitte bestehen aus ca. 100 Seiten, der Soundtrack enthält 5 beziehungsweise 6 Titel.

### End of an Empire
End of an Empire ist das dritte Gesangs-Album von Celldweller. Klayton hat im ersten Teil einer Videodokumentation zu der Entstehung des neuen Werkes erklärt, dass es sich bei dem Titelthema nicht um eine vergangene Epoche handele, sondern um den Zerfall eines zukünftigen Imperiums. Das komplette Album beinhaltet mehrere Themen, die alle ein eigenes musikalisches und visuelles Konzept verfolgen. In der Dokumentation erklärt Klayton, welchen musikalischen Ansatz er für das Album verfolgte:

“I knew that based on the way ‘Wish Upon a Blackstar’ turned out, the visuals, the music were cleaner. And I knew that [for] "End of an Empire" […] my mind was heading in a dirtier direction. I wanted it to be more aggressive, I wanted it to be louder, dirtier, nastier. […]”

„Ich wusste aufgrund der Art und Weise wie sich ‘Wish Upon a Blackstar’ entwickelt hatte, dass die Visualisierungen, die Musik glatter war. Und ich war mir sicher, dass ich für ‘End of an Empire’ eckiger und kantiger werden wollte. Ich wollte das Album aggressiver, lauter, dreckiger und böser gestalten. […]“

Klayton überlegte sich für das Album mit der Frage zu starten, was End of an Empire sei. Daher gibt es in diesem Album einen Titelsong, der auch die Atmosphäre des gesamten Albums widerspiegeln soll. In dem Track werden ebenfalls die vier Hauptmotive genannt: Time, Love, Dreams, Death. Jedes der Motive wird dabei wie bekannt einzeln als Kapitel des Albums veröffentlicht, auch um den Fans schneller Zugang zu dem neuen Material zu geben. Das erste Kapitel Time wurde am 1. September 2014 freigegeben. Der letzte Teil Death erschien im Juli 2015. Jeder Teil besteht aus 2 Songs und 3 sogenannten Factions, das sind kürzere, eher etwas experimentellere Stücke. Klayton hatte bereits angedeutet, dass das komplette Album wohl nur aus den Hauptsongs besteht und die Factions ein weiteres Album bilden. In den jeweiligen Kapiteln befinden sich zudem noch Remixe der Songs von verschiedenen Künstlern und die Instrumentalversionen sämtlicher Titel.

## Remixe
Am 21. April 2008 wurde ein Celldweller Remix von Pendulums Propane Nightmares veröffentlicht. Der Remix befindet sich auf der „Deluxe Edition“ des neuen Albums In Silico von Pendulum.
Auf der am 12. Januar 2010 herausgebrachten Single Suddenly von BT befindet sich auch ein Celldweller-Remix. Zusammen mit vier weiteren Remixen ist diese Single aber nur als Download in den USA zu haben.
Im Sommer 2011 kamen zwei weitere Celldweller Remixe auf den Markt. Zum einen am 19. Juli, ein Remix von Live The Life von J. Scott G. und Adam Lambert auf der gleichnamigen Single. Außerdem dann einen Monat später, am 22. August, folgte die Neuabmischung des Songs It’s Too Late von JES; auch wieder auf der entsprechenden Single des Originals.
Sogar als eigene und zudem erste Single-Auskopplung des Remix-Albums Stepped up and Scratched von Asking Alexandria wurde Celldwellers Version des Songs A Lesson Never Learned am 1. November 2011 auf den Markt gebracht. Mit dem Creatures (Beast Remix) von Motionless in White wurde am 13. März 2012 direkt ein weiterer Remix von einem Song einer Metalcore-Band veröffentlicht.
Am 14. September 2012 veröffentlicht er einen Remix von Depeche Modes Personal Jesus sowie AFIs Miss Murder’s als “Miss Murder’s Personal Jesus (AFI & Depeche Mode Klash-Up)”. Premiere hatte der Song bei der Alternative Press-Website.
Am 28. Mai 2013 erschien der Celldweller Remix von I See Starss Filth Friends Unite auf dem Album Renegades Forever. Kurz danach, am 10. Juni 2013 wurde ein weiterer Remix von Motionless In White auf der Deluxe Edition von Infamous veröffentlicht. Es handelt sich dabei um den Song America, der von Klayton in enger Absprache mit dem Frontmann der Band editiert wurde.

## Live-Show
Bei den ersten Live-Shows kurz nach Erscheinen des Debütalbums wurde Klayton auf der Bühne noch von mehreren Musikern unterstützt. Im Nachhinein äußerte Klayton allerdings ein großes Missfallen an dem Celldweller-Live-Konzept und auch an der Tournee an sich. Er erwog ernsthaft, nicht mehr als Celldweller auf Tour zu gehen. Anfang 2010 allerdings ließ Klayton aber auf seiner Internet-Seite verlauten, dass er die Idee des Tourens wieder aufgegriffen hat. Allerdings werde es kein klassisches Rock-Konzert mehr geben, sondern eher eine „Ein-Mann-Multimedia-Show“; ganz alleine ist er aber doch nicht, da er von Bret (Blue Stahli) unterstützt wird. Die aktuellen Konzerte verstehen sich als eine „Live-Remix-Session“. Hierbei spielen Klayton und Bret immer nur gewisse Teile des Songs live. Der „vom Band“ kommende Anteil wird zusätzlich noch visuell illustriert.
Vom Herbst 2010 bis Sommer 2011 hatte Klayton immer wieder Auftritte, hauptsächlich in Nordamerika. Im Jahr 2012 spielte Klayton zusammen mit einem DJ-Set vereinzelte Auftritte in der ganzen Welt. Das DJ-Set bestand zu größten Teilen aus eigenen Songs oder Remixen und zu einigen Songs sang er dabei auch live oder spielte die Lead-Gitarre. Ende März 2013 gab es in Sheffield und München dann die ersten und auch einzigen beiden Auftritte in Europa. Weitere Auftritte sind nicht geplant, da sich Klayton auf seine aktuellen Projekte konzentrieren will.

## Sonstiges
Im Frühjahr 2006 coverte Celldweller Tragedy, ein ehemaliges Erfolgstück, welches 1979 von den Bee Gees veröffentlicht wurde. Den Track gab es bisher nur zusammen mit einer Instrumental-Version auf iTunes zu kaufen, sollte aber dafür ursprünglich auf dem zweiten Album Celldwellers enthalten sein. Die Bekanntgabe der Titelliste des kommenden Albums jedoch zeigte, dass Tragedy doch nicht erneut veröffentlicht wird.
Im Juni 2007 gründete Klayton mit „FiXT“ sein eigenes Label. Sofort nach der Gründung wurden einige andere unabhängige Künstler unter Vertrag genommen, wobei auch über die Celldweller Remix Competition viele Teilnehmer rekrutiert worden sind. Ziel des Labels ist es, zum einen die produzierten Songs der Künstler für Film und Fernsehen bekannt zu machen, sozusagen als „Beschaffungsstelle“ der Film-Produzenten für neue Musik. Zum anderen aber auch, um deren Musik einer größeren Öffentlichkeit zu präsentieren.
In den letzten Jahren gab es auch einige Kollaborationen mit anderen Künstlern. Ende 2005 erschien der Song Shapeshifter in Zusammenarbeit mit der Rap Formation Styles of Beyond. Am 16. November 2010 kam der Soundtrack des Videospiels Dead Rising 2 mit dem extra dafür von Klayton geschriebenen Titelsong Kill the Sound auf den Markt. Auch Nivek Ogre, der Sänger von Skinny Puppy hat in dem Track einen Gastauftritt. In dem Videospiel selber sind zudem noch eine ganze Reihe weiterer Celldweller Songs zu hören; auf dem Soundtrack sind diese allerdings nicht wieder zu finden. Auch für das Sequel Dead Rising 3 wurden von Celldweller einige neue Songs beigesteuert. Die drei von Klayton erstellten Songs aus dem Soundtrack gibt es auch als separate EP zum Download. Die Single Meteorite von Tommy Noble und Celldweller kam am 2. April 2012 heraus. Der Musikrichtung des Songs ist im Bereich des Electro-House einzuordnen, wobei von Klayton bei dem Track der Gesang und die Gitarrenspur stammen.
Weitere separat erschienene Remixe von Klaytons eigenen Songs gibt es von „Switchback“ (Klayton Revision), „Own Little World“ (Remorse Code Remix) und „Goodbye“ (Klayton Revision). Die Space & Time EP beinhaltet vier neue Remixe und den Albumsong Unshakeable und erschien am 11. Dezember 2012. Bis auf den Remix von Tough Guy sind alle Stücke ursprünglich vom Wish Upon a Blackstar Album. Der Song Gift For You wurde vom KJ Sawka von Pendulum bearbeitet. Space & Time ist eine Version von Unshakeable, die von Klayton selbst erstellt wurde.

## Celldweller Remix Contests
Bereits 2001, zwei Jahre vor der Veröffentlichung des ersten Celldweller-Albums, wurden die Audiospuren des Songs Symbiont auf MP3.com zum Remixen bereitgestellt. Nach Schließung der Seite wurden die Remixe allerdings erst 2006 zusammen mit der Nachricht über einen neuen Remix Contest veröffentlicht: Unter dem Namen Take It & Break It Remix Competition, wurden daraufhin eine Vielzahl von Songs des Debütalbums freigegeben und standen für jeden zum Remixen bereit. Die neu entstandenen Werke konnten dann auf der eigens eingerichteten Internet-Seite hochgeladen werden und die jeweils besten, ausgewählt durch eine Fan-Abstimmung, wurden auf CD veröffentlicht. Aus der Cellweller Remix Competition entstand 2008 dann die Fixt Remix Competition, in der nun nicht mehr ausschließlich die Audiospuren der Songs von Celldweller, sondern auch anderer Bands des FiXT-Labels bereitgestellt werden. Außerdem können die Remixe nun auch direkt kostenlos heruntergeladen werden. Alle in den einzelnen Kapiteln von Wish Upon a Blackstar veröffentlichten Titel wurde auch auf der Fixt-Remix Seite hochgeladen. Im Sommer 2012 wurde dann aber bekannt gegeben, dass das Remix-Projekt aufgegeben werde. Daher wurden die letzten Tracks nicht mehr zum Remixen freigegeben.

## Diskografie

### Studioalben
- Celldweller (EP, 1999, Position Music)
- Celldweller (LP, 2003, Position Music)
- The Beta Cessions (LP, 2004, Position Music)
- Soundtrack for the Voices in My Head Vol. 01 (LP, 2008, Fixt Music)
- The Complete Cellout Vol. 01 (LP, 2011, Fixt Music)
- Soundtrack for the Voices in My Head Vol. 02 (LP, 2012, Fixt Music)
- Wish Upon a Blackstar (LP, 2012, Fixt Music)
- Celldweller 10 Year Anniversary Edition (LP, 2013, Fixt Music)
- Soundtrack for the Voices in My Head Vol. 03 (LP, 2013, Fixt Music)
  - Chapter 01 (nur Download) (2013, Fixt Music)
- Blackstar (Original Score) (LP, 2013, Fixt Music)
  - Act One: Purified (nur Download) (2013, Fixt Music)
  - Act Two: Awakening (nur Download) (2014, Fixt Music)
- End of an Empire (LP, 2015, Fixt Music)
  - End of an Empire (Chapter 01: Time) (2014, Fixt Music)
  - End of an Empire (Chapter 02: Love) (2014, Fixt Music)
  - End of an Empire (Chapter 03: Dreams) (2015, Fixt Music)
  - End of an Empire (Chapter 04: Death) (2015, Fixt Music)
- Offworld (LP, 2017, Fixt Music)

### Live-Alben
- Live Upon a Blackstar (LP, 2012, Fixt Music)

### Singles und EPs
- Switchback (Single, 2003, Position Music)
- Frozen/Goodbye Remixes (EP, 2005, Position Music)
- Shapeshifter (EP, 2005, Position Music)
- Tragedy (Single, 2006, Position Music)
- Switchback/Own Little World Remixes (EP, 2006, Position Music)
- Kill The Sound (Single, 2010)
- Cellout EP 01 (EP, 2011, Fixt Music)
- Goodbye (Klayton’s 2012 Mix) (Single, 2011, Fixt Music)
- Elara (Single, 2012, Fixt Music)
- Meteorite – Tommy Noble + Celldweller (Single, 2012, Fixt Music)
- Tough Guy (Single, 2012, Fixt Music)
- Zombie Killer (EP, 2013, Fixt Music)
- Salvation Code – Scandroid (Celldweller & Varien) (Single, 2013, Fixt Music)
- Datastream – Scandroid (Celldweller & Varien) (Single, 2013, Fixt Music)
- Empty Streets – Scandroid (Celldweller) (Single, 2014, Fixt Music)
- Aphelion – Scandroid (Celldweller) (Single, 2014, Fixt Music)

### Remixe
- lvl – Home (2007)
- Pendulum – Propane Nightmares (2008)
- BT – Suddenly (2010)
- JES – It’s Too Late (2011)
- J. Scott G. (feat. Adam Lambert) – Live The Life (2011)
- Asking Alexandria – A Lesson Never Learned (2011)
- Motionless in White – Creatures (BEAST Remix) (2012)
- Motionless in White – America (2013)
- I See Stars – Filth Friends Unite (2013)

### Remix Alben
- Tragedy Remixes (LP, 2006, Mental Madness)
- Symbiont Remixes 2001 (EP, 2007, Fixt Music)
- Take It & Break It Vol. 1: Own Little World Remixes (LP, 2007, Fixt Music / Position Music)
- Take It & Break It Vol. 2: Frozen Remixes (LP, 2007, Fixt Music / Position Music)
- Take It & Break It Vol. 3: Switchback Remixes (LP, 2008, Fixt Music)
- The Last Firstborn Remixes (nur Download) (LP, 2009, Fixt Music)
- I Believe You Remixes (nur Download) (LP, 2009, Fixt Music)
- Fadeaway Remixes (nur Download) (LP, 2009, Fixt Music)
- Welcome to the End Remixes (nur Download) (LP, 2009, Fixt Music)
- Under My Feet Remixes (nur Download) (LP, 2009, Fixt Music)
- Afraid This Time Remixes (nur Download) (LP, 2009, Fixt Music)
- Louder Than Words Remixes (LP, 2011, Fixt Music)
- So Long Sentiment Remixes (LP, 2011, Fixt Music)
- Eon Remixes (LP, 2011, Fixt Music)
- I Can’t Wait Remixes (LP, 2012, Fixt Music)
- The Best It’s Gonna Get Remixes (LP, 2012, Fixt Music)

### Filme
- Switchback Music Video (2004)
- Live Upon a Blackstar (2012)
- Start of an Empire (2015, VoD)

## Auszeichnungen
Klayton / Celldweller erhielt im Jahr 2004 fünf „Just Plain Folks Music Awards“
- „Album of the Year“ – Celldweller
- „Producer of the Year“ – Klayton
- „Best Industrial Album“ – Celldweller
- „Best Industrial Song“ – Switchback (mit Stay with Me (Unlikely) auf Platz zwei)
- „Best Metal Song“ – One Good Reason
- „Best Hard Rock Song“, vierter Platz – Fadeaway
- „Best Rock Song“, zweiter Platz – I Believe You